# Ace Driver 3: Final Turn
Ace Driver 3: Final Turn is een 3D-racespel voor Arcade van het Japanse bedrijf Namco en kwam uit in 2008. Het is het derde en laatste spel uit de Ace Driver-serie.